# ادوارد جرارد (بازیکن فوتبال)
ادوارد جرارد (انگلیسی: Edward Gerrard؛ 1 December 1900 – ۱۹۸۷ (۸۶−۸۷ سال)) بازیکن فوتبال بود.